# Rio Tejo (Acre)
O rio Tejo é um curso de água que banha o estado do Acre, Brasil. 